# Whore of the Orient
Whore of the Orient var ett actionäventyrsspel till Playstation 4, Xbox One och Microsoft Windows som var under utveckling av Team Bondi och som var tänkt att släppas år 2015, men ställdes in.
Spelet skulle utspela sig i Shanghai år 1936, som på tiden är en korrupt stad i västmakternas händer, fylld med brott och politiska bekymmer. Det politiska partiet Kuomintang lägger hänsynslöst ner stadens arbetarrörelse i ett försök att undertrycka kommunismen, medan en internationell polisstyrka försöker att bevara freden.